# Lux Pascal

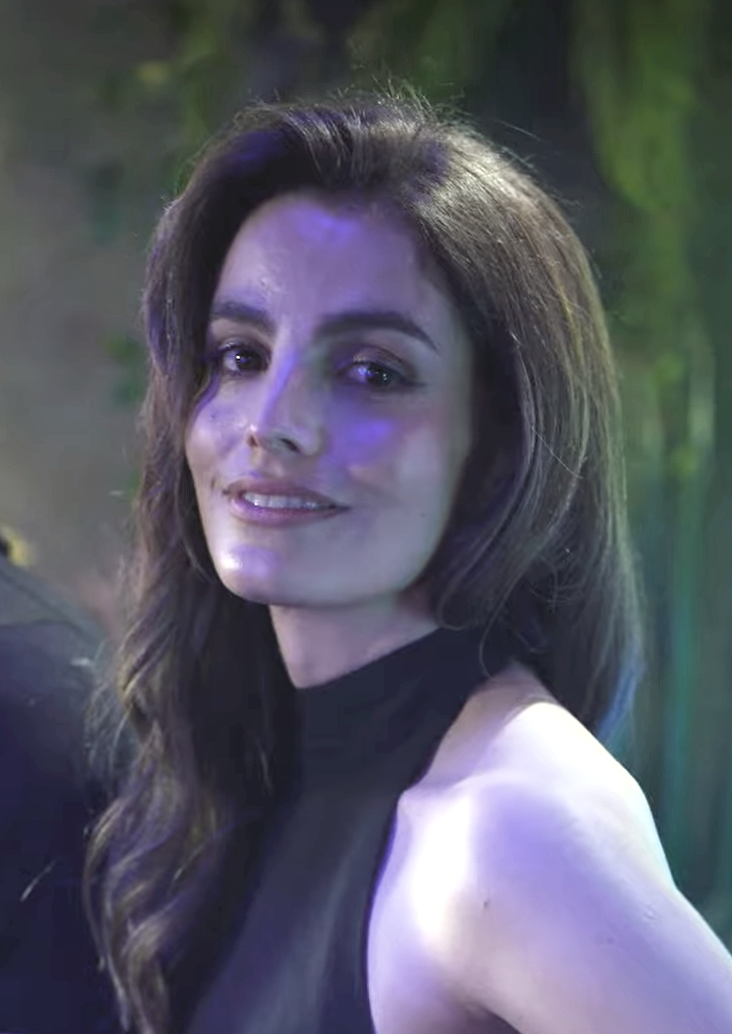
Pascal im Jahr 2024

Lux Balmaceda Pascal (* 4. Juni 1992 in Orange County als Lucas Balmaceda Pascal) ist eine chilenisch-US-amerikanische Schauspielerin, Model und LGBTIQ-Aktivistin. Im deutschsprachigen Raum ist Pascal vor allem als Schwester von Game-of-Thrones-Schauspieler Pedro Pascal bekannt.

## Leben
Pascal wurde 1992 in Kalifornien geboren und wuchs in Chile auf. 2017 spielte sie gemeinsam mit ihrem Bruder in der Serie Narcos mit und wurde so einem breiten Publikum bekannt. Im Jahr 2021 outete sich die Schauspielerin als Transgender und gab bekannt, sich bereits seit einem Jahr einer Hormontherapie zu unterziehen. 2025 spielte sie in dem Film Miss Carbón die Hauptrolle.
Neben ihrer Schauspielkarriere arbeitet sie auch als Model für unterschiedliche Marken.

## Filmografie (Auswahl)
- 2011: Baby Shower
- 2016: Prueba de actitud – Eine Prüfung für die Freundschaft (Prueba de Actitud)
- 2017: Narcos (Fernsehserie, 2 Folgen)
- 2019: No quiero ser tu hermano
- 2019: Ella es Cristina
- 2019: Der Prinz (El Príncipe)
- 2025: Miss Carbón